# جياكومو موديكا
جياكومو موديكا (بالإيطالية: Giacomo Modica)‏ هو لاعب كرة قدم ومدرب كرة قدم إيطالي في مركز الوسط، ولد في 31 مايو 1964 في مازر في إيطاليا. لعب مع نادي أنكونا ونادي بادوفا ونادي باليرمو ونادي ترنانا ونادي مسينا.